# Dominic et Martin
Pour les articles homonymes, voir Dominic et Martin.
Dominic et Martin est un duo d'humoristes québécois formé de Dominic Sillon et de Martin Cloutier.

## Biographie
Dominic et Martin forment un duo après leur formation à l'École nationale de l'humour en 1993. Ils se produisent en stand-up en alternance, mais observent un meilleur succès lorsqu'ils se donnent la réplique. Ils lancent ainsi, en 1999, une première tournée intitulée Dominic et Martin de retour dans leur première tournée d'adieu, qui comptera environ 250 représentations devant environ 100 000 spectateurs,. 
De 2001 à 2003, ils animeront la série télévisée Dominic et Martin à TQS. 
En 2003, ils lancent un deuxième spectacle intitulé Dominic et Martin dans une salle près de chez vous, dont ils donneront environ 125 représentations,. 
En 2004-2005, ils animent la quotidienne C'est mon show à TQS. 
En septembre 2007, ils animent Le retour de Dominic et Martin sur les ondes de la chaîne radiophonique NRJ. L'émission prendra fin le 30 novembre 2009.
En 2017 Dominic et Martin remontent sur scène pour leur 25 ans de carrière. Le spectacle JUSTE Dominic et Martin sera en tournée partout à travers le Québec.